# Hellerplatzhaus
Das Hellerplatzhaus (auch Hellerhütte oder Neustädter Hütte genannt) ist eine bewirtschaftete Schutzhütte des Ortsvereins Neustadt an der Weinstraße des Pfälzerwald-Vereins im Pfälzerwald in Rheinland-Pfalz. Sie steht auf dem Hellerplatz 3,5 km südlich von Lambrecht bzw. 5 km westlich von Neustadt in der Haardt, dem östlichen Randgebirge des Pfälzerwalds. Mit den anderen Häusern des Pfälzerwald-Vereins ist es seit 2021 mit dem Eintrag Pfälzerwaldhütten-Kultur Bestandteil des Immateriellen Kulturerbes in Deutschland der deutschen UNESCO-Kommission. Zudem ist die Hütte als Kulturdenkmal von Neustadt an der Weinstraße gelistet.

## Geographie

### Lage
Die Hütte auf der Waldgemarkung von Neustadt steht in 474 m Höhe auf einem Bergsattel zwischen Platte (560,6 m) im Nordosten und Oberscheid (582 m) im Süden. Nach Nordwesten zweigt das Höllischtal in Richtung Erfenstein ab. Im Osten liegt das Hellertal, das nach kurzer Strecke in das Finstertal übergeht; dieses wiederum mündet in das Kaltenbrunner Tal.

### Gewässer
Alle genannten Täler entwässern über das Höllischtalbächlein bzw. den Kaltenbrunnertalbach von rechts her zum Speyerbach, einen linken Zufluss des Rheins.

### Umgebung
Die in der Umgebung gelegenen Hütten des Pfälzerwald-Vereins sind die Totenkopfhütte, das Hohe-Loog-Haus, das Haus an den Fichten und das Kalmithaus.

## Geschichte
Die Namen von Hellerplatz und Hellerhütte leiten sich vom dort beginnenden Hellertal her, dessen Bezeichnung als ungeklärt eingestuft wird.
Ein Neustädter Hütte benannter Holzbau wurde im Jahr 1903 errichtet und schon 1910 durch einen massiven Bossenquaderbau ersetzt. Eine erste wesentliche Erweiterung erfolgte 1922 durch den Bau des Haupthauses, wobei die ursprüngliche Hütte zum Vorbau umgestaltet wurde. 1924 wurde eine Pumpenanlage zur Wasserversorgung installiert. Mit dem Anbau des linken Flügels wurde 1931 die zweite wesentliche Erweiterung vorgenommen. Nach dem Zweiten Weltkrieg fiel die Hütte an den Kinder- und Jugendverband Die Falken. Als sie im Jahr 1949 an den Pfälzerwald-Verein zurückgegeben wurde, waren umfangreiche Instandsetzungsarbeiten notwendig. 1967 wurde die Wasserleitung neu verlegt. Eine Stromversorgung wurde erst in den Jahren 1974/75 hergestellt. Die dritte Erweiterung durch den Anbau des rechten Flügels erfolgte 1982/83. Übernachtungsmöglichkeiten bestehen nicht.
Bundesweite Aufmerksamkeit erlangte die Hütte durch die kriminellen Umtriebe der Kimmel-Bande, als deren Mitglied Lutz Cetto in der Silvesternacht 1960/61 den Hüttenwirt Karl Wertz erschoss. Zum Gedenken an das Mordopfer wurde bei der Hütte der Ritterstein Nr. 190 errichtet. Ein Gedenkstein zum 100-jährigen Jubiläum sowie der aus der Zeit vor dem Mord stammende Ritterstein Nr. 247 stehen ebenfalls im Bereich der Hütte.

Hellerhütte ab 1910
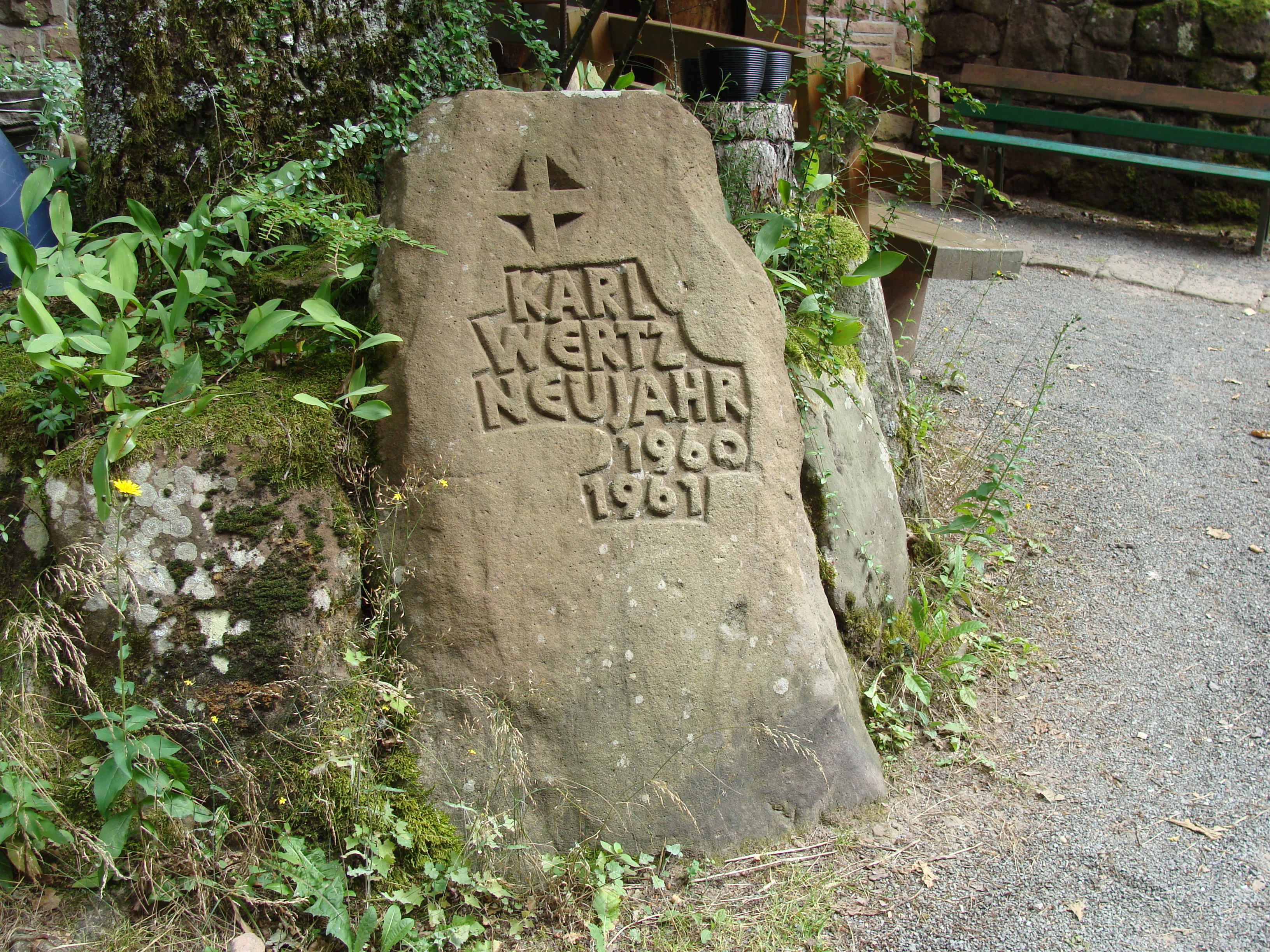
Ritterstein Nr. 190
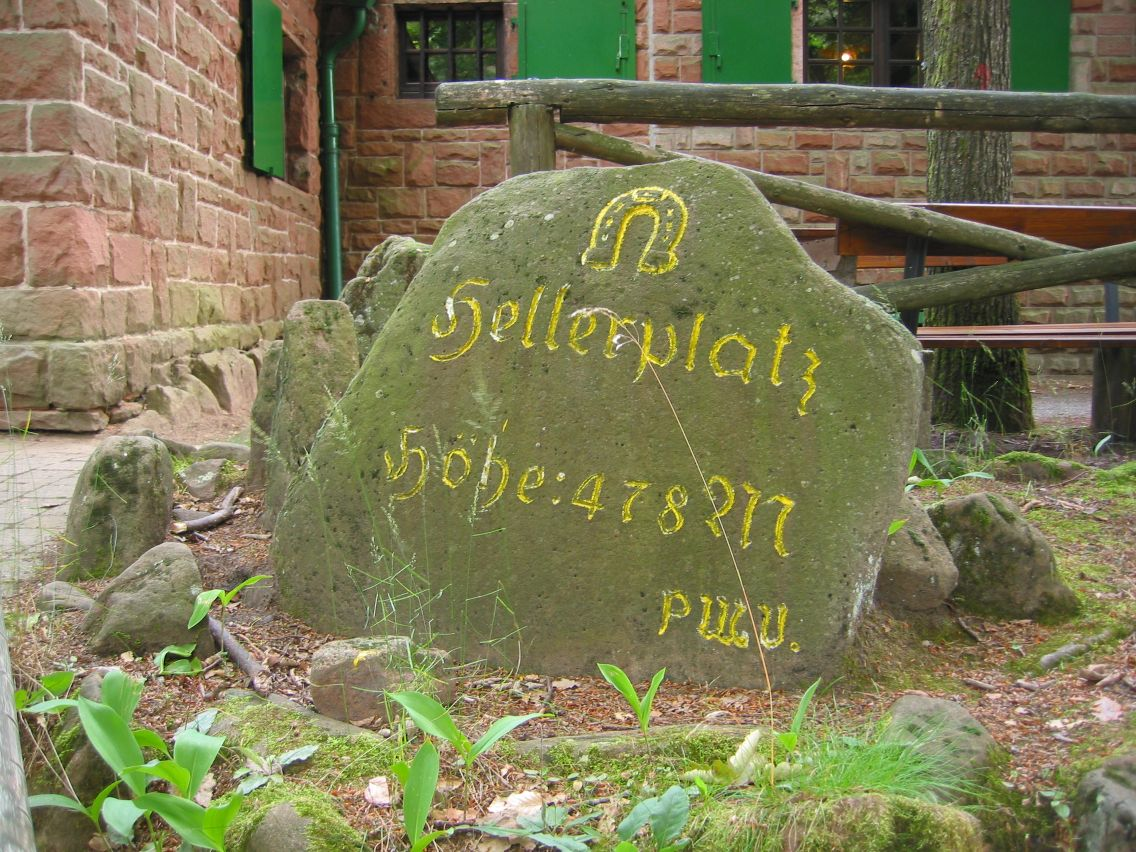
Ritterstein Nr. 247
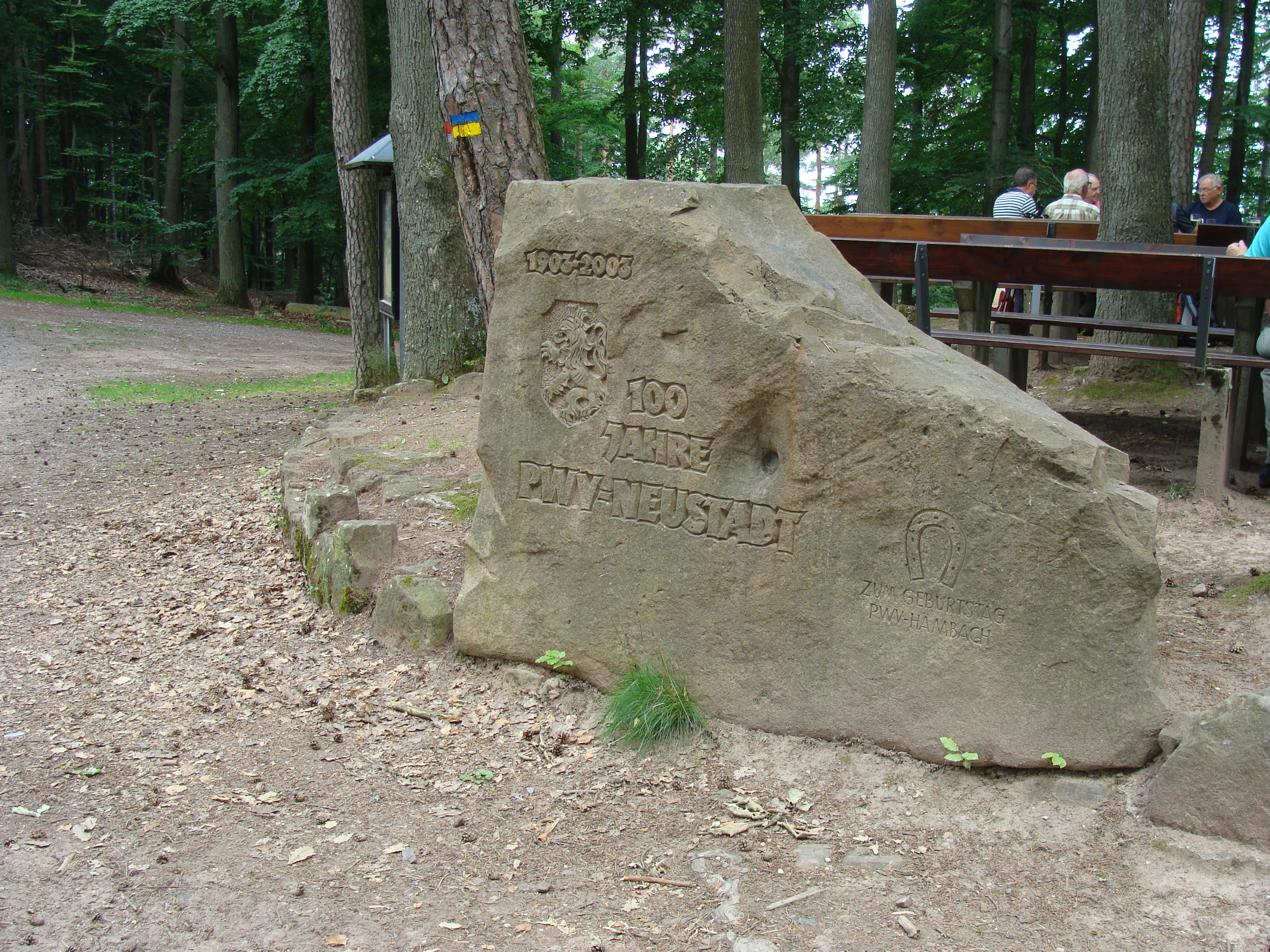
Gedenkstein zum 100-jährigen Jubiläum

## Erreichbarkeit und Wanderungen

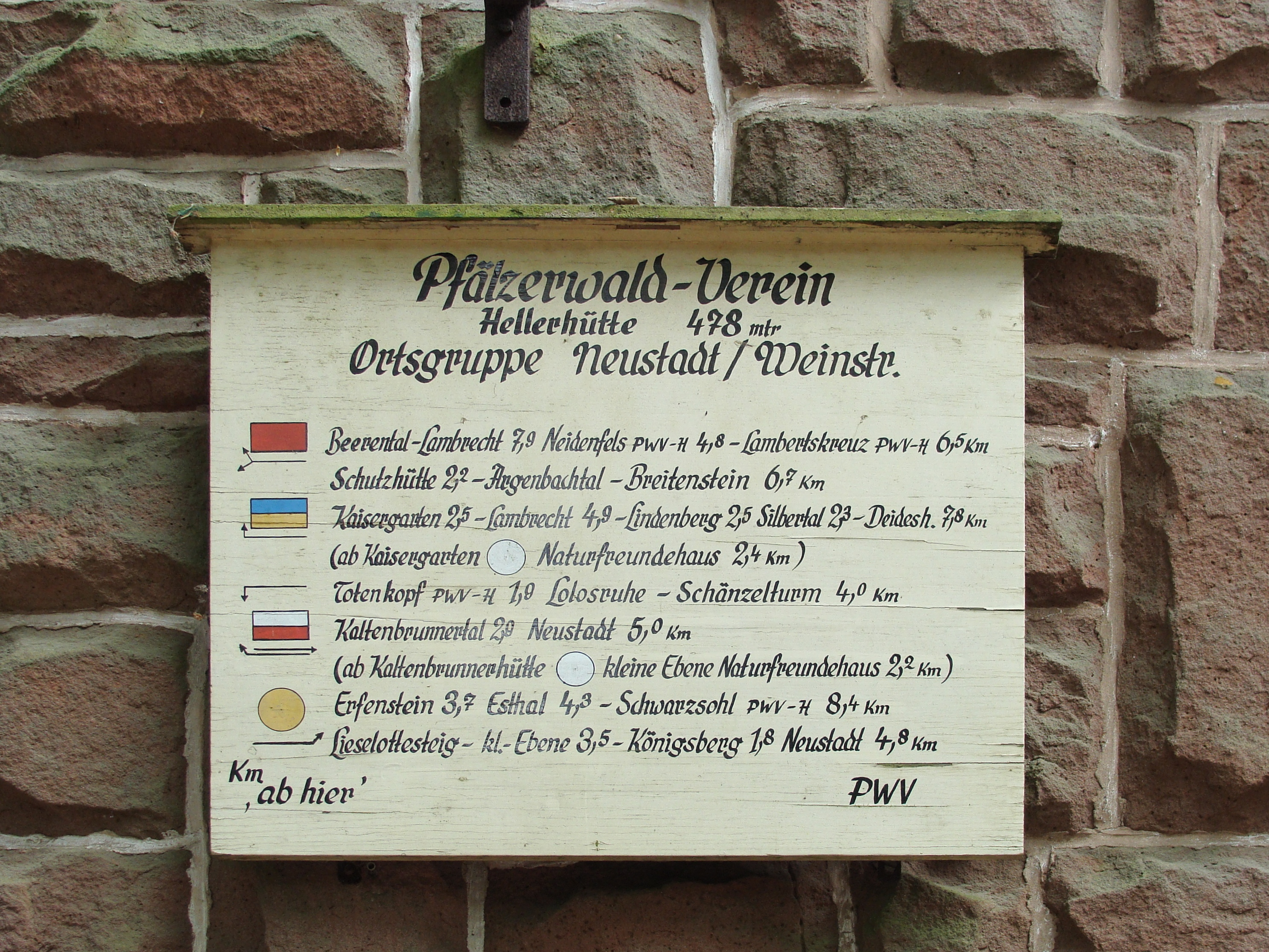
Wandertafel an der Hütte

Die Hütte kann nur zu Fuß über Wanderwege erreicht werden. Sie liegt zentral in einem Wandergebiet, das im Norden und Nordwesten von der Landesstraße 499 zwischen Neustadt über Lambrecht nach Breitenstein, im Süden und Südwesten von der Totenkopfstraße und im Osten durch den Haardtrand begrenzt ist. Der nächste Weg führt vom Wandererparkplatz am Totenkopf zur Hütte. Erreicht werden kann sie auch von Neustadt aus über Kaltenbrunner Tal und Finstertal oder über das Heidenbrunnertal, von Erfenstein aus über das Höllischtal oder den Kropfsberg, von Breitenstein aus über das Argenbachtal und von Lambrecht aus über die Berge Hoher Kopf, Kaisergarten und Überzwerchberg. Die Hütte ist auch eine Station des Pfälzer Hüttensteigs.